# Bila Krynytsia (oblast de Kherson)
Bila Krynytsia (ukrainien : Біла Криниця, russe : Белая Криница) est une commune urbaine de l'oblast de Kherson, en Ukraine. Elle compte 1 175 habitants en 2021.